# Tracey Gaudry
Tracey Watson-Gaudry (ur. 17 czerwca 1969 w Yallourn) – australijska kolarka szosowa.

## Kariera
Największy sukces w karierze Tracey Gaudry osiągnęła w sezonie 1999, kiedy zajęła trzecie miejsce w klasyfikacji generalnej Pucharu Świata kobiet w kolarstwie szosowym. Wyprzedziły ją jedynie jej rodaczka Anna Millward oraz Niemka Hanka Kupfernagel. Na mistrzostwach świata najlepszy wynik osiągnęła w 2000 roku, kiedy na mistrzostwach w Plouay zajęła jedenaste miejsce w indywidualnej jeździe na czas. W tym samym roku wystąpiła na igrzyskach olimpijskich w Sydney, gdzie zarówno w jeździe na czas jak i wyścigu ze startu wspólnego zajmowała miejsca na początku trzeciej dziesiątki. Na rozgrywanych cztery lata wcześniej igrzyskach olimpijskich w Atlancie zajęła 39. miejsce w wyścigu ze startu wspólnego. jest także dwukrotną mistrzynią kraju: w 1999 roku była najlepsza w jeździe na czas, a rok później zwyciężyła w wyścigu ze startu wspólnego.